# Рьомьо
Рьомьо (дан. Rømø) — колишній острів у Північному морі біля південно-західного узбережжя півострова Ютландія. Найпівденніший із населених данських Фризьких островів (входить до групи Північно-Фризьких островів). Належить Данії, входить до складу муніципалітету Тенер (область Південна Данія). Площа 128,86 км², населення 715 мешканців (1 січня 2009 року).

## Географія

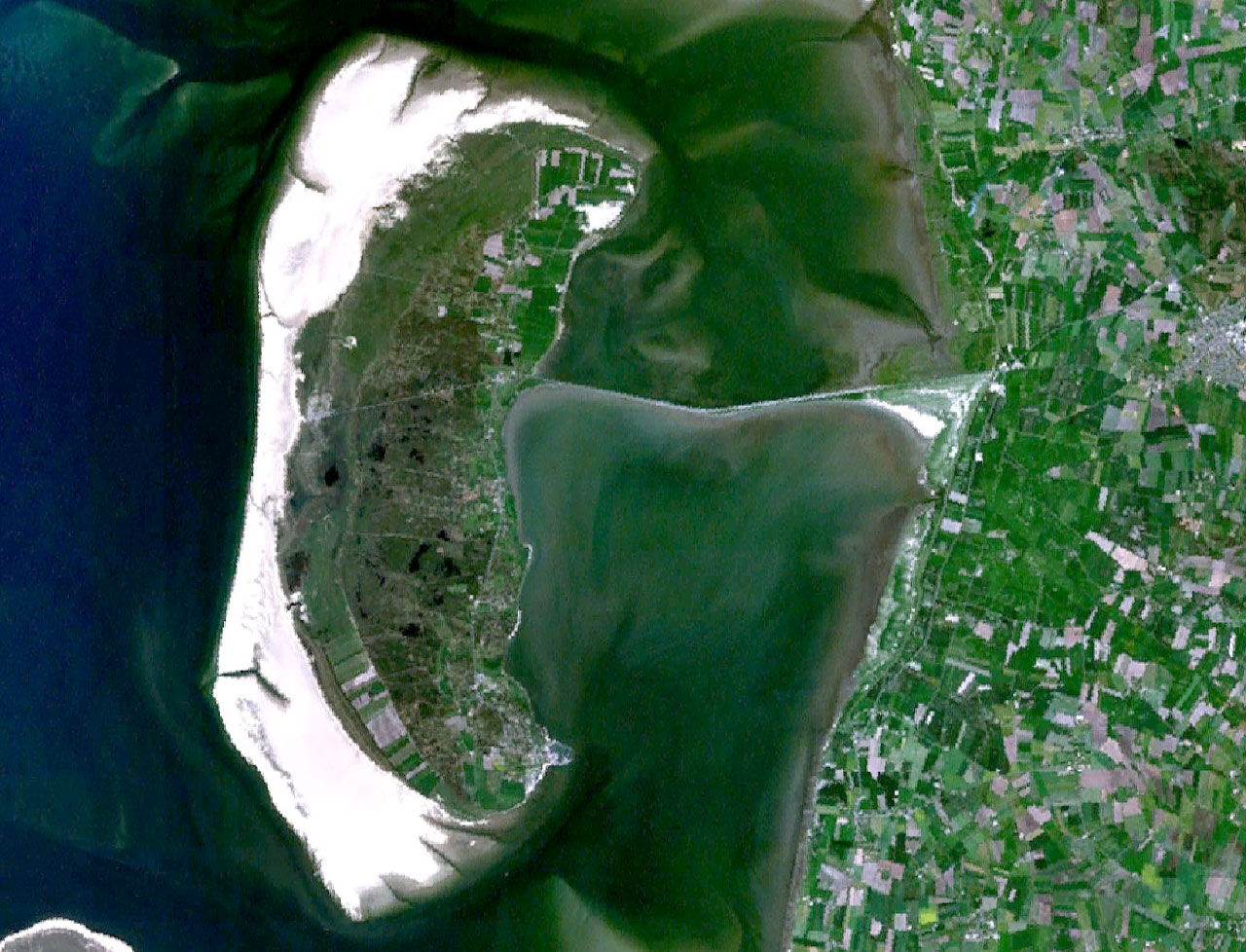
Космічний знімок острова

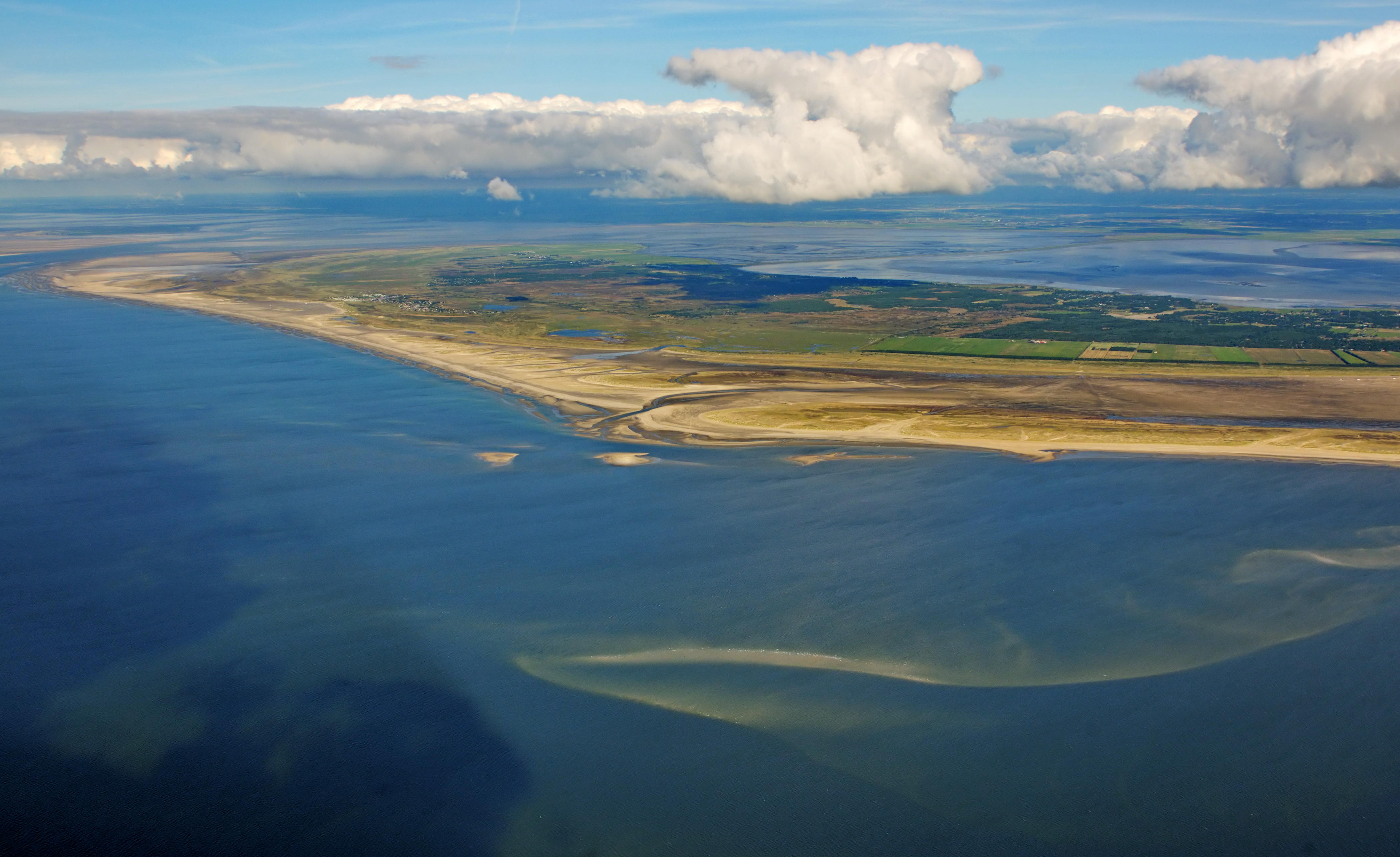
Рьомьо

Нині Рьомьо є найпівденнішим данським островом біля західного узбережжя Ютландії (раніше існував невеликий безлюдний острів Йорсанн (дан. Jordsand), затоплений 1999 року). Острів пов'язаний з материком дорогою, яка перетинає дамбу. Розташований за 3 км від найближчого німецького острова Зюльт, з ним встановлено поромне сполучення. На острові є кілька дрібних населених пунктів: Конгсмарк (дан. Kongsmark), Естербю (дан. Østerby), Лакольк (дан. Lakolk), Сьоннерстранн (дан. Sønderstrand) та ін.

## Історія
1864 року за підсумками Данської війни перейшов до Пруссії. До 1920 року належав Німеччині, потім за результатами плебісциту разом з іншими територіями перейшов до Данії. Зараз Рьомьо — популярний туристичний центр.